# Tulungrejo (Sumberejo)
Tulungrejo is een bestuurslaag in het regentschap Bojonegoro van de provincie Oost-Java, Indonesië. Tulungrejo telt 2020 inwoners (volkstelling 2010).